# Dukúr Bulu

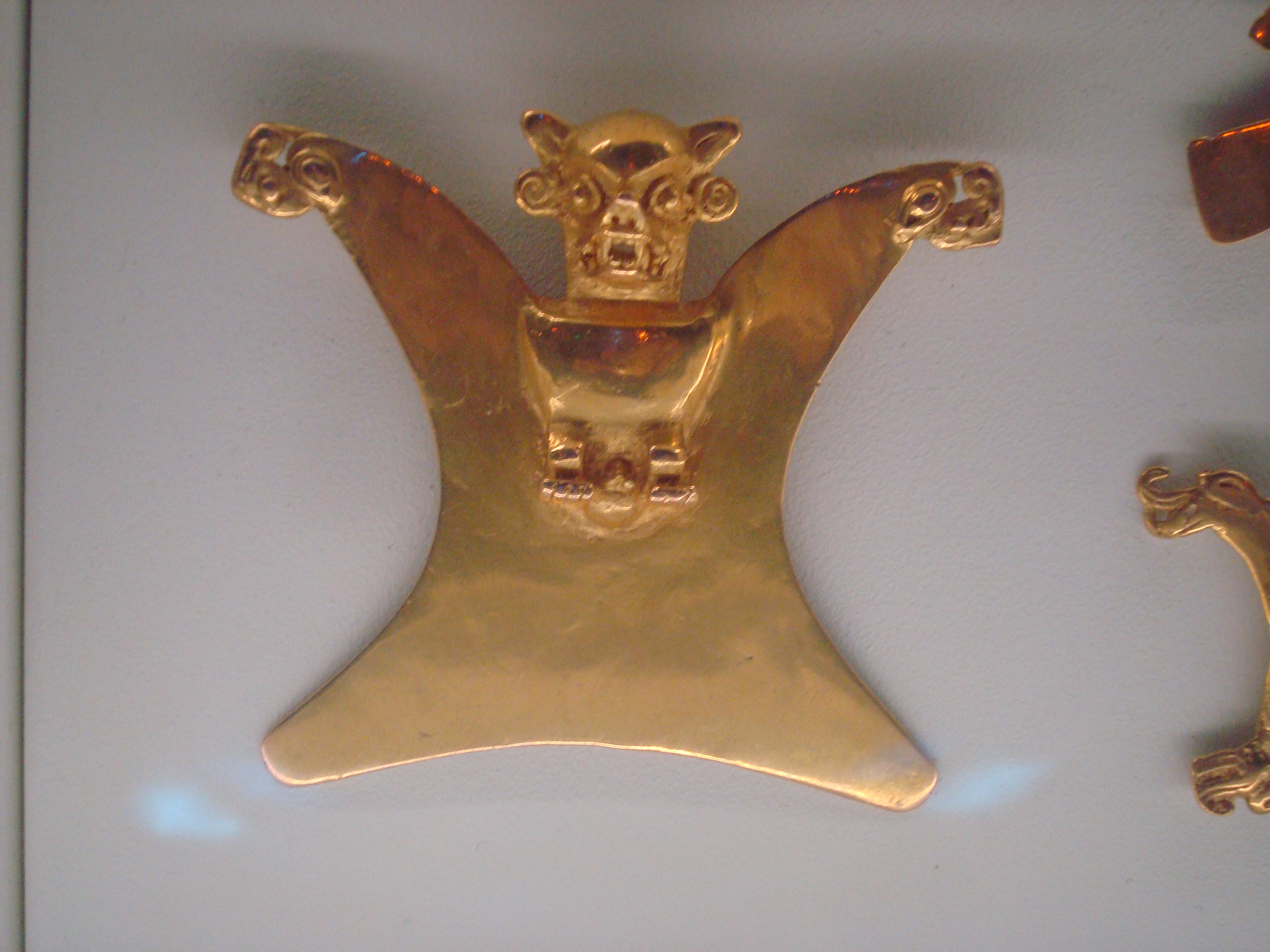
Pendiente precolombino de oro de Costa Rica, en forma de murciélago.

En la mitología talamanqueña, Dukúr Bulu es el nombre del personaje que representa al primer gran murciélago. También se le conoce con los nombres de Dukúr Kë́klä o Dukúr Kë́glö.
Él vivía en la casa de Sibö y, en una oportunidad, defecó dentro de la vivienda de Sibö un excremento con olor agradable del cual salieron luego matitas. Esto cautivó la curiosidad de Sibö.
Cada atardecer, este murciélago volaba sobre cerros misteriosos hasta llegar donde la niña tierra y le chupaba la sangre. Por este motivo es considerado como enemigo de esa familia.
Fue él quien le mostró a Sibö, después de mucha insistencia, el camino para llegar al cuarto de la niña tierra.